# Bill Gertz
Bill Gertz é um editor, colunista e reporter americano que trabalha para o The Washington Times.
Ele é autor de seis livros e escreve em uma coluna semanal denominada "Inside the Ring".

## Livros
- Betrayal: How the Clinton Administration Undermined American Security (1999)
- The China Threat: How the People's Republic Targets America (2000)
- Breakdown: How America's Intelligence Failures Led to September 11 (2002)
- Treachery: How America’s Friends And Foes Are Secretly Arming Our Enemies (2004)
- Enemies: How America's Foes Steal Our Vital Secrets-And How We Let It Happen (2006)
- The Failure Factory|The Failure Factory: How Unelected Bureaucrats, Liberal Democrats, and Big Government Republicans Are Undermining America's Security and Leading Us to War (2008)